# Crnogorski komiti
Komiti (crnogor. ćiril.: Комити, latinski: comes, u prijevodu neregularni bojovnik, pripadnik neregularne vojne formacije) naziv je za crnogorske domoljube koji su se od 1916. do 1929. oružano borili za slobodu Crne Gore, najprije u Prvom svjetskom ratu protiv Austro-Ugarske, a od 1918. godine pod krilaticom Za Pravo, Čast i Slobodu Crne Gore za nezavisnost Crne Gore od kraljevine SHS.
Općenito su crnogorski komiti poznati i po nazivu Zelenaši (po podjeli na "zelene" i "bijele" u povodu tzv. Podgoričke skupštine).

## Pojava komita
Početkom 1916. Kraljevina Crna Gora, saveznica sila Antante, pred snažnim naletom združenih austrougarsko-njemačkih trupa potpisala je kapitulaciju. Kraljevina Crna Gora je, po međunarodnom ratnom pravu, ostala u statusu zaraćene strane. Veliki dio crnogorskih časnika, te drugih uglednika, bio je po okupaciji od 1916. interniran u logore u Austriji i Madžarskoj. Represalije su povećane kada je general Radomir Vešović, crnogorski ministar obrane, nakon ubojstva austrijskoga časnika s oružjem odmetnuo u šumu.
Primjer generala Vešovića slijedili su brojni drugi Crnogorci koji su dobili naziv - komiti. Oko 9500 crnogorskih časnika, dočasnika i uglednika uhićeno je i upućeno u zarobljeničke logore u Austriji i Madžarskoj, dok je u Crnoj Gori strijeljano oko 500 Crnogoraca. Sredinom 1918. u crnogorskim je planinama djelatno 800 komita, pa je austrougarska okupacijska vlast morala u Crnoj Gori koncentrirati jake snage od 27.000 bojovnika.

## Srpska okupacija
Crnogorske komitske postrojbe, organizirane u pet bataljuna i niz četa, početkom listopada 1918. su uz mjestimične borbe oslobodile od austrougarske vojske u povlačenju najveći dio teritorija i mjesta Kraljevine Crne Gore. No, načelnik Glavnog stožera Kraljevine Srbije, vojvoda Živojin Mišić, izdao je zapovjed svojim snagama, pod nazivom Jadranske trupe (2. jugoslavenski puk, jačine oko 3800 bojovnika, te odred četničkog zapovjednika Koste Pećanca), da hitno s Kosova krenu k Crnoj Gori i reokupiraju je. Srpski general u Crnoj Gori, Dragutin Milutinović, radi pripreme i sprovođenja odluka nelegalne Podgoričke skuptštine o anektiranju Kraljevine Crne Gore izdao je nalog da se sve crnogorske komitske postrojbe razoružaju. No, najveći broj poznatijih crnogorskih komita produžit će oružanu borbu i nakon što je Kraljevina Srbija 1918. reokupirala Kraljevinu Crnu Goru (komiti Savo Raspopović, Todor Dulović, Milutin Bašović, itd.).

## Pobuna
Elitni crnogorski časnici i narodni uglednici najvećeg ranga, njih nekoliko stotina pod prisegom Kraljevini Crnoj Gori, nakon Podgoričke skupštine pristizali su iz raspuštenih austrougarskih logora. Oni su, skupa s najvećim brojem crnogorskih komita, uz pomoć bivšeg ministra Jovana Plamenca, započeli pripreme oružanog ustanka radi izbacivanja Srba iz Crne Gore. Vojni odgovor na srpsku okupaciju, bez znanja i odobrenja monarha Nikole I. Petrovića (koji je od 1916. bio u egzilu, u Francuskoj) uslijedio je uoči pravoslavnoga Božića 1918. (u siječnju 1919. po gregorijanskom kalendaru) dobit će naziv Božićna pobuna.

## Reorganiziranje
Ustanici se, suočeni s opcijom da francuske postrojbe, koncentrirane u Boki kotorskoj oružano podrže Srbe, odlučuju nakon Božićne pobune povući s položaja. Dijelom se evakuiraju u Italiji, gdje je formirana nova crnogorska vojska. Tijekom veljače i ožujka 1919. godine u Italiji su počele nicati vojarne u kojima su se koncentrirali izbjegli Crnogorci iz domovine, kao i časnici koji su još uvijek pristizali iz bivših austrougarskih logora. Njihov je broj bio u stalnom porastu pa je crnogorska vlada (orig. Ministarsko vijeće) u egzilu (sjedište također u Italiji), na čijem je čelu bio Jovan Plamenac a potom i general Milutin Vučinić (kao ministar vojni pa onda kao premijer), poduzela je diplomatske i financijske korake na njihovom organiziranju. Prva je crnogorska vojarna bila u Ferari te u okolici Rima (Kave), da bi koncentriranje bilo konačno obavljeno u Gaeti i Formiji nedaleko Napolija. Do sredine 1920. oformljena su četiri pješačka bataljuna, kao i pridružene topničke i mitraljeske postrojbe s 1559 uniformiranih i naoružanih crnogorskih vojnika i oformljenim zapovjednim lancem na čelu s Glavnim stožerom. Iz Italije su do 1922. stalno ubacivane manje postrojbe radi vođenja oružane borbe.

## Borbe
U prosincu 1919. prema srpskim policijskim izvješćima u crnogorskim planinama djelovalo je ukupno 1796 crnogorskih komita i to:  srez cetinjski 320, barski 400, kolašinski 400, nikšićki 100 i andrijevački srez 576 ustanika.
Važniji zapovjednici komitskih postrojbi Crnogorske vojske u Crnoj Gori:
- Brigadir Marko Vučeraković, djelatno područje duž obala Skadarskoga jezera, zadužen za ilegalno prebacivanje crnogorskih postrojbi iz albanskih luka za Crnu Goru i obratno, umro 1930-ih u Belgiji;
- Brigadir i vojvoda Ivan Bulatović, vođa pobune crnogorskog plemena Rovca 1919. i 1920. godine, umro 1943. na Cetinju;
- Bojnik i vojvoda Savo Raspopović, djelatno područje širom Crne Gore, ubili ga srpski žandarmi 28. prosinca 1923. u Šćepan Dolu kod Nikšića;
- Satnik i vojvoda Milutin Bašović, s nadimkom Mujo, operirao širom Crne Gore, ubijen s majorom Raspopovićem 28. prosinca 1923. kod Nikšića;
- Vojvoda Todor Dulović, djelatna područja u kolašinskoj, bijelopojskoj i andrijevačkoj općini, ucijenjen od srpskih vlasti na 20.000 dinara, ubijen u selu Prisoji (Andrijevica) u oružnom sukobu u noći 14. na 15. travanj 1923. godine;
- Bojnik Dušan Vuković, operirao u okolici Cetinja, Nikšića, Podgorice, ubijen 18. veljače 1946. od strane OZNA;
- Bojnik Pero Vuković, zapovjednik 1. bataljuna u Gaeti, operirao u Rovcima, u Morači, Piperima i okolici Nikšića, ostao bez noge, umro 1955. godine;
- Vojvoda Tomo Kršikapa, operirao u Uskocima, oko Nikšića, te duž obala rijeke Tare, datum smrti nepoznat.

## Zločin u Cucama
Žandarska postrojba, kojom su zapovijedali major Kecmanović i časnik Kolaković, 23. travnja 1923. došla je kod obiteljske kuće komita Zvicera u selu Rakoči (Cuce). Unutar kuće zavezali su Petrovu majku Anđu (bila je stara oko 60 godina), suprugu Zagorku (oko 23 godine), sestru Planu (20 godina), brata Vidaka (13 godina), te troje Petrove malodobne djece i zapalili ih.
Premda su o ovom zločinu u parlamentu Kraljevine SHS izvijestili poslanici Crnogorske stranke dr. Sekula Drljević i Savo Vuletić, protiv odgovornih srpskih časnika nije povedena istraga ili suđenje.

## Pokolj kod Nikšića
U borbama kraj Nikšića 28. prosinca 1923. je izginula cijela skupina vojvode Raspopovića. Njihova su izmasakrirana tijela srpske vojne vlasti izložile na snijegu, pred crkvu Sv. Vasilija Ostroškoga u Nikšiću a okolo njih postrojili postrojbe, te se tako slikali; slika je objavljena u cijelom tisku tadašnje Kraljevine SHS. Skupa s Raspopovićem poginuli su: 
- Milutin Bašović, imao je 30 godina, iz Proščenja, sreza Šavničkog.
- Miloš Kovačević, imao je 30 godina, iz Žabljaka
- Jovo Krivokapić, imao je 36 godina, iz Zaljuti, Cetinje
- Petar Zvicer, imao je 27 godina, iz Rakoča, Cuce
- Andrija Pejović, imao je 27 godina, iz Pejovića, Cetinje
- Krsto Popović, imao je 25 godina,  iz Lipe, Cuce
- Miloš Pejović, nepoznato godište, iz Pejovića, Cetinje
- Marko Raspopović, brat Sava Raspopovića, nepoznato godište, živio u Baru
- Radovan Bigović, imao je 23 godine, iz sela Kobilji Do, Cuce
- Mile Miljanić, nepoznato godište, iz Velimlja, selo Miljanići, Nikšić
- Majo Vujović, imao je 30 godina, iz Ožegovice, Cetinje
- Stevo Božović, nepoznato godište, iz Erakovića, Njeguši
- Golub Vujović, nepoznato godište, iz Ubala, Cetinje.[4]

## Masakriranje tijela ubijenih komita
Komitskog vođu Iliju Lakićevića, skupa s njegovim suborcima Blagojem Vučićem i Markom Miljanićem, srpske vlasti, nakon borbe,  ubile 12. travnja 1924. u selu Tepca, kod Nikšića.
Njihova mrtva tijela ubice su potom kasapili, vadili su im oči, lomili ruke i noge, parali lica i druge dijelove tijela bajunetima, lomili im i izbijali zube.
Vezali su ih mrtve lancima za stolice i prikovali uz zid, mrtvom Lakićeviću otkinuli polni organ i stavili ga između ruku, da bi ih slikali i sadistički trijumfirali.

## Za Pravo, Čast i Slobodu Crne Gore
Borba komita protiv pripajanja njihove domovine Srbiji vodila se pod krilaticom Za Pravo, Čast i Slobodu Crne Gore.

## Smrt Šćepana Mijuškovića
U Nikšiću je 1924. na izuzetno okrutan način ubijen časnik Šćepan Mijušković koji je bio pod paskom da je pomagao komite. U povodu toga ubojstva, hrvatski je političar Stjepan Radić 1. svibnja 1924. skupa sa 70 hrvatskih poslanika tiskao proglas sljedećeg sadržaja (citat iz beogradskog lista "Politika", str. 4, br. 5762, 10. svibnja 1924.g.):
- "Braćo Crnogorci!

Mi, Hrvati, imamo na najljepšim stranicama naše književnosti, nazvan Crna Gora, veličanstveni oltar slobode u najčudesnijem hramu božanskog djela. Mi smo vas proglasili, Crnogorci, ne samo predstavnicima ideala herojstva već primjerom nedostižne čestitosti i poštenja. Mi, Hrvati, suzbijamo beogradski centralizam i Pašićevu korupciju ne samo iz ovog razloga već naročito zato što svojim nečistim rukama uništavaju veličanstveni oltar crnogorske slobode, divljački vas progone i đavoljski zlostavljaju. Čak i da ovaj beogradski centralizam nije učinio drugo zlo do da prezire, sramotno i divljački, čast i slobodu Crne Gore i da pretvara Crnu Goru u mjesto na kojem vlada strah i trepet, mi se, Hrvati, nikada nećemo moći pomiriti s tim groznim zločincima".
U tome proglasu Radić poziva Crnogorce da '"ruše beogradski centralizam zbog toga što svojim poganim rukama razvaljuje veličanstveni žrtvenik crnogorskog naroda i Crnu Goru pretvara u jedno strašno zgariste i grobnicu"'.
Obitelj brigadira Mijuškovića je tiskala smrtovnicu sljedećeg sadržaja:
"Zlikovci, koji su poslati da posrbljavaju Crnogorce nijesu Srbi no dahije, čiji zločini trijumfuju u Crnoj Gori blagodareći zaštiti onih koji su pozvati da štite javnu bezbjednost i zakonitost".

## Djelovanje komita na prostorima istočne Hercegovine
Dio tih oružanih akcija crnogorskih komita se odvijao i na prostoru istočne Hercegovine: blizina granice, želja da se osvete ubijeni komiti a da to ne izazove dodatne represalije nad crnogorskim pučanstvom – bili su, među ostalim, razlozi taktički zbog kojih su komiti, duže ili kraće vrijeme, boravili tamo.
Osobito je po djelovanju u Istočnoj Hercegovini bila poznata komitska grupa Maja Vujovića.

## Robija
Između 250-300 crnogorskih komita osuđeno je pred sudovima Kraljevine SHS na robije do 20 godina. Poglavito su robijali u kaznionici Zenica (BiH). Medijsku je pozornost bio izazvao sudski proces na Cetinju u kojem su osudama od 25. studenog 1924. godine, 23 osuđeni na kazne od 4-20 godina robije a petorica na doživotnu robiju u lakim lancima. Na doživotnu robiju osuđen je i dr. Novica Radović, koji je nakon devet godina pomilovan.

## Žrtve
Broj ubijenih, ranjenih, uhićenih, osuđenih i interniranih crnogorskih domoljuba 0d 1918. do 1929. dostigao je brojku od 5000, dok je veliki broj domova i matrijalnih dobara uništen.

## Politička borba
Najveći dio komita bili su od 1923. članovi Crnogorske stranke. Jedan dio njih se 1942. pridružio Lovćenskoj brigadi generala Krsta Popovića, a do 1944. su poglavito priješli u redove partizana. Rijetki su primjeri, poput Sava Vuletića koji se priključio četnicima.

## Ubojstva posljednjih komita
Radoš i Drago Bulatović, rođena braća, posljednji su crnogorski komiti, ubijeni 8. ožujka 1929. godine.
Drago i Radoš komitovali su neprekidno od 1917. godine, najprije protiv Austro-Ugarske a od 1918. i protiv srpske okupacije Kraljevine Crne Gore.
Djelatno područje im je bio planinski teritorij između Kolašina i Nikšića. Braća Bulatović su odbijala pozive za predaju u zamjenu za amnestiju. Ucjenjeni su od strane vlasti Kraljevine SHS na 100.000 dinara.
Ubijeni su u selu Ravni, pokraj Manastira Morača, nakon što su u opkoljeni kući dva dana pružali očajnički otpor postrojbi žandarmerije.

## Zanimljivost
U talijansko-crnogorskoj produkciji je 1922. snimljen nijemi film Voskrsenja ne biva bez smrti, koji je za cilj imao animirati svjetsko mnijenje u pokušaju sprječavanja nestanaka Kraljevine Crne Gore s povijesne karte njezinim nasilnim priključenjem Kraljevini SHS.
Film u epilogu prikazuje situaciju u Crnoj Gori 1918. kroz oružni otpor crnogorskog naroda prisajedinjenju Kraljevini SHS, scene Božićne pobune, te generala Vešovića koga su vlasti Kraljevine SHS, strpale u zatvor i sudile mu u montiranom procesu 1921. godine. Završava simboličnom apoteozom slobodnoj i nezavisnoj Crnoj Gori.

## Spomenik Božićnom ustanku
U povodu 90. obljetnice od Božićne pobune, a prigodom proslave Dana nezavisnosti Crne Gore, 2009. je u Bajicama kraj Cetinja, gdje se 1919. nalazio glavni stožer crnogorskih ustanika, otkriveno spoemen obilježje - obelisk.
Skupu su nazočili najistaknutiji crnogorski državni dužnosnici a govor je održao Milo Đukanović.

## Vanjske poveznice
- Akademik Mijat Šuković o (ne)legitimnosti Podgoričke skupštine